# Geranium nodosum
Il geranio nodoso (nome scientifico Geranium nodosum L.) è una angiosperma dicotiledone erbacea perenne appartenente alla famiglia delle Geraniaceae, diffusa nell'Europa meridionale. In Italia è presente al centro nord.

## Etimologia
L'etimologia del nome generico (Geranium) si riferisce alla parola greca ”ghéranos” che significa “gru”. Questa associazione probabilmente è nata molto anticamente ed è dovuta alla particolare forma (a becco) dell'ovario e del frutto delle piante di questo genere. In effetti già Plinio (Como, 23 – Stabia) conosceva questo nome se lo cita nel suo “Libro XXVI”, anche se è opportuno precisare che il Geranio citato dallo scrittore latino era probabilmente un Erodium, in quanto il “geranio” (Pelargonium) come lo conosciamo noi oggi venne importato dall'Africa nel XVII secolo.

L'epiteto specifico nodosum (= nodoso) deriva dalla particolare struttura del fusto (ingrossamento dei nodi).

Il binomio scientifico attualmente accettato (Geranium argenteum) è stato proposto da Carl von Linné (Rashult, 23 maggio 1707 –Uppsala, 10 gennaio 1778), biologo e scrittore svedese, considerato il padre della moderna classificazione scientifica degli organismi viventi, nella pubblicazione Species Plantarum del 1753. 

In lingua tedesca questa pianta si chiama Knotiger Storchschnabel; in francese si chiama Géranium noueux; in inglese si chiama: Knotted Crane's-bill.

## Descrizione
L'aspetto di queste piante è erbaceo.  L'altezza media varia tra  2 – 4 dm. La forma biologica del “geranio nodoso” è geofita rizomatoso (G rhiz), ossia è una piante che porta le gemme in posizione sotterranea. Durante la stagione avversa non presenta organi aerei e le gemme si trovano in organi sotterranei chiamati rizoma (un fusto sotterraneo dal quale, ogni anno, si dipartono radici e fusti aerei). 

### Radici
Sono presenti radici avventizie da rizoma.

### Fusto
- Parte ipogea: la parte sotterranea consiste in un rizoma.
- Parte epigea: la parte aerea è ascendente, gracile, ramosa; la superficie è sparsamente pubescente. Il fusto presenta la particolarità d'essere ingrossato ai nodi.

### Foglie

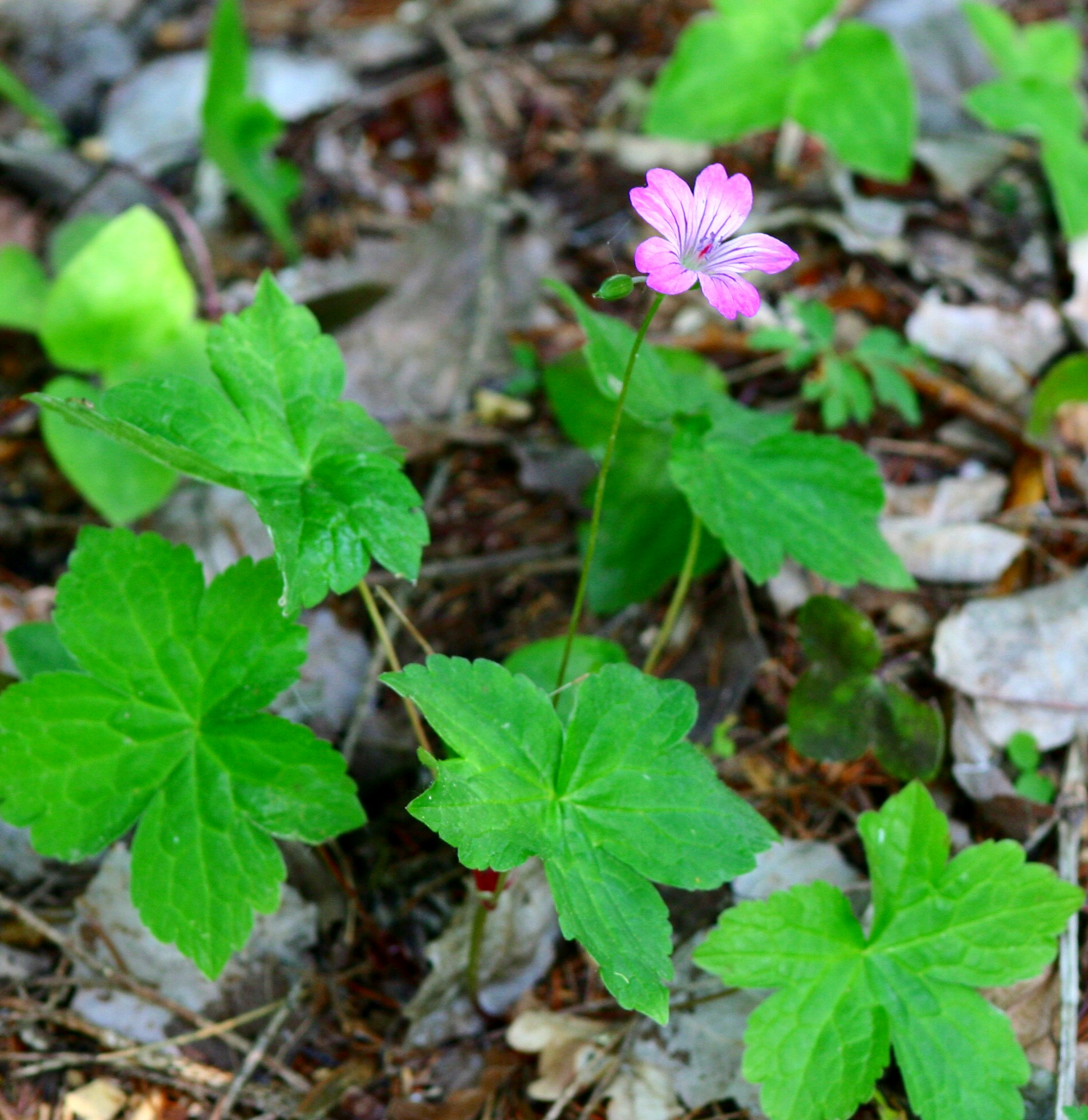
Le foglie
Località: Noal, Trichiana (BL), 514 m s.l.m. - 08/05/2007

Le foglie sono picciolate ed hanno una forma palmata (a nervatura pure palmata) con tre-cinque lobi (o segmenti) incisi oltre la metà della foglie, ma non completamente (la zona centrale indivisa delle foglie più grandi è di 5 – 20 mm). I segmenti hanno una forma rombica e il margine è dentato (o crenato) fin quasi alla base di ogni segmento. L'apice dei lobi è acuto (angolo tra i 30° - 80°). La lamina delle foglie è larga quanto è lunga. Il colore delle foglie è verde scuro sulla faccia superiore che è anche glabra e verde chiaro su quella inferiore che viceversa è lievemente pubescente.
- Foglie basali: le foglie basali sono picciolate e profondamente lobate; la forma è cinque-partita. La disposizione lungo il fusto è opposta. Lunghezza del picciolo 6 – 12 cm. Dimensioni della lamina fogliare: larghezza 7 – 9 cm; lunghezza 5 – 7 cm.
- Foglie cauline: le foglie cauline hanno un picciolo più breve e sono tripartite.

### Infiorescenza
L'infiorescenza è composta da cime biflore. Ogni singolo fiore è portato da un lungo peduncolo (in modo da sovrastare il fogliame sottostante). I  peduncoli fiorali sono ascellanti insieme a delle foglie bratteali, sono inoltre pubescenti con peli semplici e ghiandolari.

### Fiore

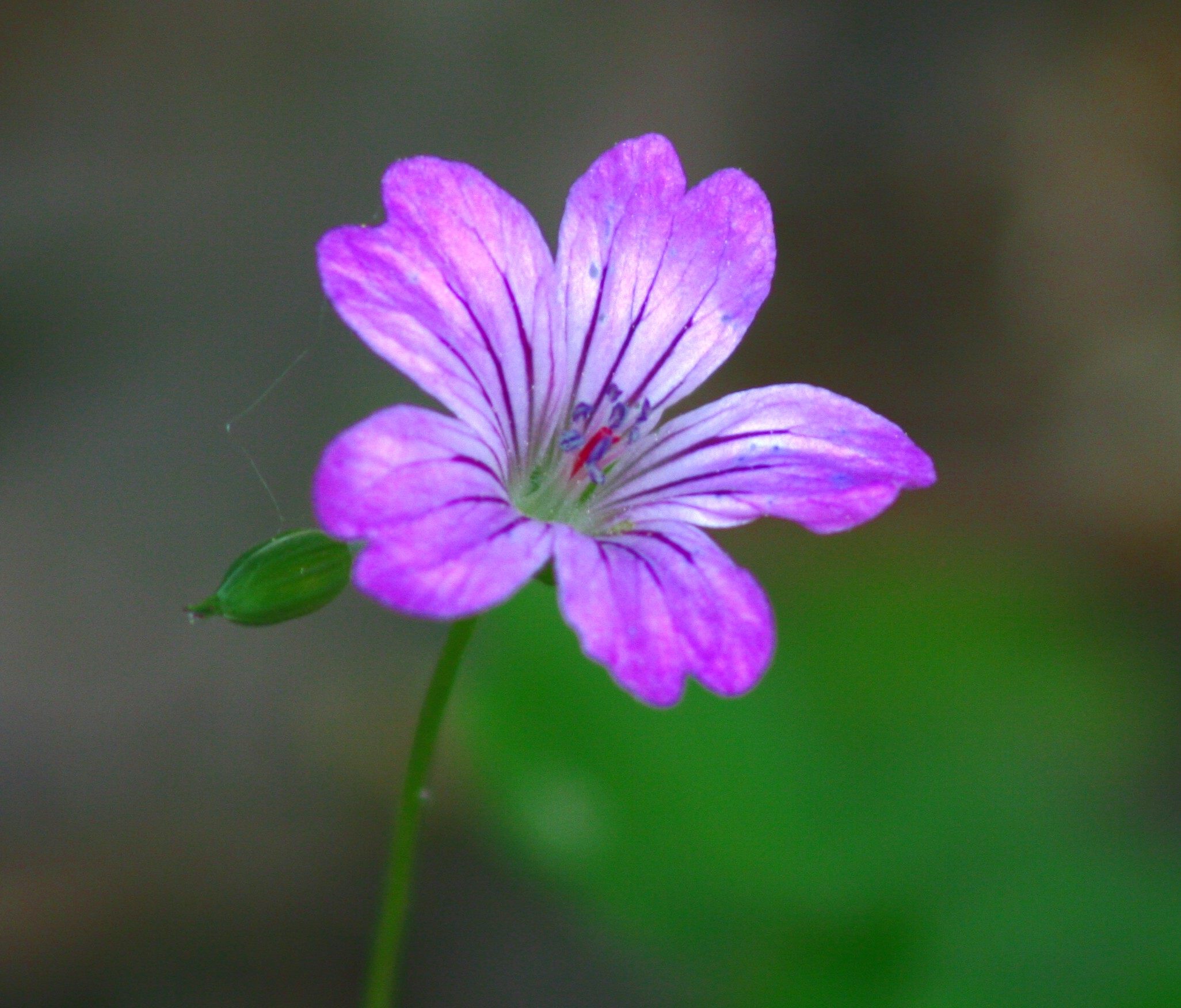
Il fiore
Località: Noal, Trichiana (BL), 514 m s.l.m. - 08/05/2007

I fiori sono ermafroditi, attinomorfi (i petali superiori possono essere appena un po' diversi da quelli inferiori), proterandri (infatti gli stimmi maturano dopo le antere del verticillo più esterno), pentaciclici (a cinque verticilli: calice – corolla – androceo su 2 verticilli - gineceo), pentameri (calice e corolla a cinque elementi), dialisepali e dialipetali (sia i sepali che i petali sono liberi – non saldati tra di loro). Diametro del fiore: 20 – 30 mm.
- Formula fiorale:

* K 5, C 5, A 5+5, G 5 (supero)
- Calice: i sepali sono cinque e disposti in modo semi-embricato (due sepali hanno entrambi i margini nascosti dagli altri sepali; altri due sepali sono completamente liberi; mentre il sepalo rimanente ha un margine ricoperto da un altro sepalo e un margine libero). L'apice dei sepali è mucronato. Dimensione dei sepali: larghezza 3 mm; lunghezza 9 mm; lunghezza del mucrone apicale 1 –2 mm.
- Corolla: i petali sono cinque colorati di roseo-violetti a forma obovata; il colore è sfumato dalla periferia al centro che è quasi bianco; sono inoltre presenti tre grossolane nervature radiali di tinta più scura. L'apice del petalo è lievemente retuso (o bilobo) e un po' smarginato. I cinque petali sono disposti anch'essi in modo embricato ma più regolare dei sepali: ogni petalo ha un margine nascosto dal petalo precedente e l'altro margine sovrapposto al prossimo petalo. Le ghiandole nettarifere sono cinque e disposte in modo opposto ai sepali.  Dimensione dei petali: larghezza 5 mm; lunghezza 15 – 16 mm.
- Androceo: gli stami sono dieci, saldati alla base, e tutti fertili disposti su due verticilli  con la particolarità che il verticillo esterno matura prima di quello interno. Le antere sono azzurre.
- Gineceo: l'ovario è supero a cinque lobi formato da cinque carpelli contenente ciascuno due ovuli dei quali uno solo fruttifero; gli stili (prolungamento dei carpelli/ovario) sono cinque con ognuno uno  stimma lineare e purpureo. Le codette dei carpelli sono concresciute e riunite in modo arcuato a cerchio (e non spiralato come in altri generi della stessa famiglia) a forma di becco. Queste in fase di maturazione si addensano maggiormente rispetto al tessuto adiacente (più precisamente per avvolgimento igroscopico dello stilo) per cui si crea una certa tensione che alla fine fa prorompere all'esterno il relativo carpello trasformato in mericarpo contenente un singolo seme, favorendo così la disseminazione di tipo “epizoocora” (quando i semi rimangono attaccati al corpo degli animali)[2][3][4].
- Fioritura: da giugno ad agosto.
- Impollinazione: impollinazione per entomogamia (a volte anche per autofecondazione anche se normalmente prevale la proterandria).

### Frutti

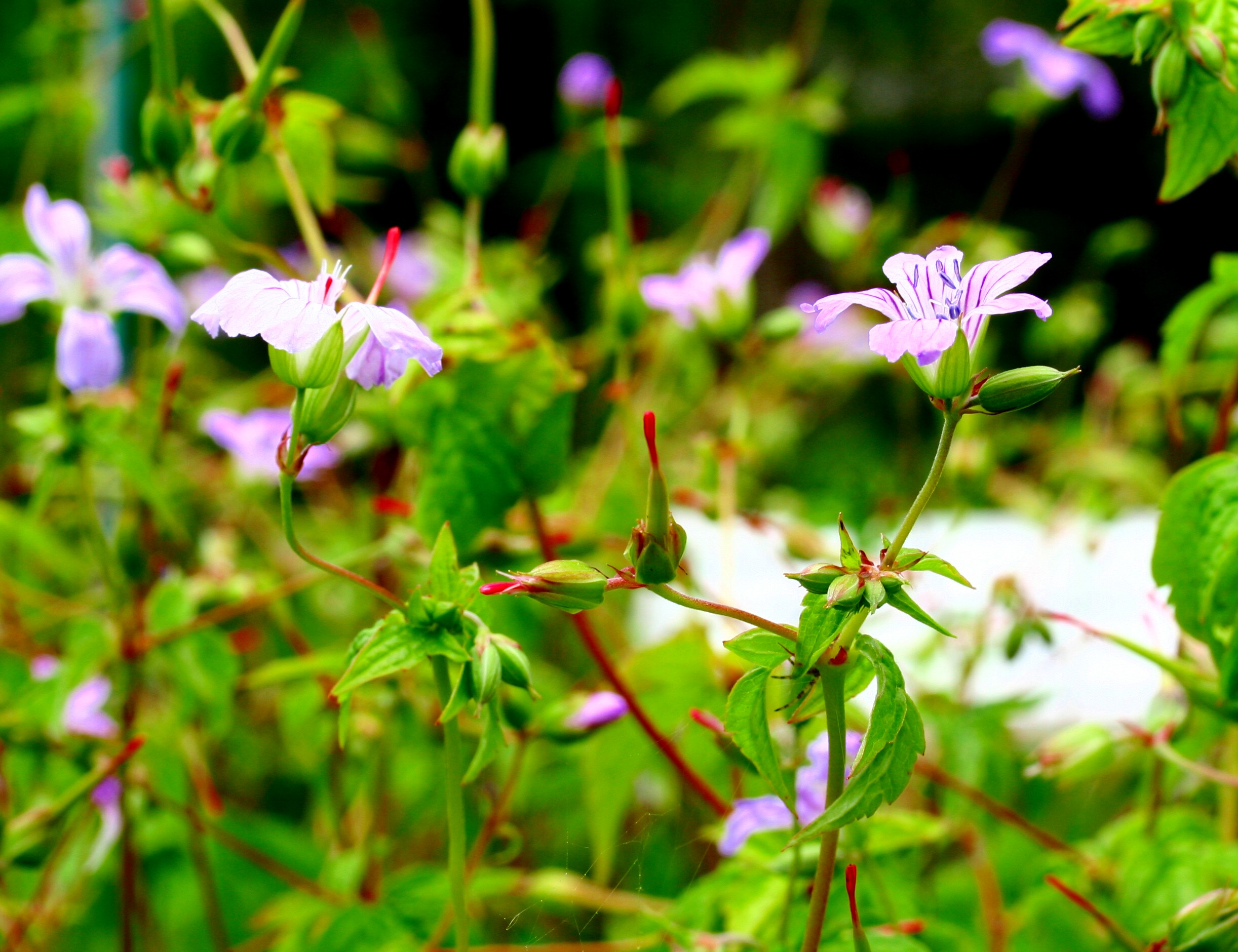
I frutti
Località: Giardino Botanico Alpino "Giangio Lorenzoni", Pian Cansiglio, Tambre d'Alpago (BL), 1000 m s.l.m. - 05/07/2007

Il frutto è una capsula (di tipo schizocarpo) composta da 5 mericarpi; ha quindi una forma a cinque lobi e la superficie è pubescente. Ogni lobo contiene un solo seme (è quindi monospermo). La parte inferiore del frutto è avvolta nel calice accrescente, mentre la parte superiore consiste in un becco allungato. Lunghezza del frutto: 3 cm.

## Distribuzione e habitat
- Geoelemento: il tipo corologico (area di origine) è Orofita – Nord Mediterraneo oppure anche Orofita – Sud Europeo.
- Diffusione: in Italia questa specie è diffusa al nord e al centro, ma è considerata rara[senza fonte]. In particolare sulle Alpi frequenta soprattutto le catene periferiche meridionali (escluse quindi le province di Bolzano e Sondrio), aree mai ricoperte dai ghiacciai quaternari (“aree di rifugio”); si può pensare quindi ad una pianta di origine preglaciale.[4]. Sui rilievi europei si trova nel Massiccio del Giura, nel Massiccio Centrale e sui Pirenei.
- Habitat: l'habitat tipico di questa specie sono i margini dei boschi di latifoglie (querceti, faggete, castagneti). Il substrato preferito è sia calcareo che siliceo con pH neutro e medi valori nutrizonali e di umidità del terreno.
- Diffusione altitudinale: sui rilievi queste piante si possono trovare dai 100 ai 1300 m s.l.m.; frequentano quindi i seguenti piani vegetazionali: collinare e montano.

## Fitosociologia
Dal punto di vista fitosociologico la specie di questa scheda  appartiene alla seguente comunità vegetale:
Formazione: delle comunità forestali
Classe: Carpino-Fagetea
Ordine: Fagetelia sylvaticae
Alleanza: Fagion sylvaticae
Associazione: Geranio nodosi-Fagenion

## Tassonomia
La famiglia  delle Geraniaceae è organizzata in 12 generi che contengono circa 700 specie.
 Il genere di appartenenza (Geranium) è abbastanza numeroso e comprende circa 420 specie, diffuse soprattutto nelle regioni temperate di tutto il mondo. Una trentina di queste specie sono proprie della flora italiana.

### Variabilità
Nell'elenco che segue sono indicate alcune varietà e sottospecie (l'elenco può non essere completo e alcuni nominativi sono considerati da altri autori dei sinonimi della specie principale o anche di altre specie):
- Geranium nodosum L. subsp. eugeniae Sennen (1936)
- Geranium nodosum L. subsp. striatum (L.) Bonnier (1913) (sinonimo = G. versicolor)

### Sinonimi
La specie di questa scheda ha avuto nel tempo diverse nomenclature. L'elenco che segue indica alcuni tra i sinonimi più frequenti:
- Geranium duplicatum Kit. in Kanitz (1863)
- Geranium freyeri Griseb.  (1843)

### Specie simili
- Geranium versicolor L. - Geranio striato: è abbastanza simile alla pianta di questa scheda anche se si distingue facilmente per il colore bianco-rosato dei petali;  i peli inoltre sono solo semplici (non ghiandolari). È una specie interessante anche perché la distribuzione sulla penisola italiana è vicariante del “Geranio nodoso”: si trova solo al sud dalle Marche in giù.
- Geranium sylvaticum L – Geranio silvano o dei boschi: i fiori sono più o meno uguali un po' più scuri; la pianta è lievemente più alta e le foglie sono più riccamente lobate (5 -7 segmenti).

## Usi

### Farmacia
Nella medicina popolare il geranio nodoso ha un certo interesse in quanto presenta delle proprietà vulnerarie (guarisce le ferite), astringenti (limita la secrezione dei liquidi) e antinfiammatorie (attenua uno stato infiammatorio).